# Exoplanetologia
L'exoplanetologia o ciència exoplanetaria és una ciència integrada relacionada amb l'estudi d'exoplanetes (planetes extrasolars). Empra un enfocament interdisciplinari que inclou astrobiologia, astrofísica, astronomia, la ciència planetària (Planetologia), geoquímica, Astroquímica i astrogeologia.
L'exoplanetologia s'ocupa de l'estudi dels planetes extrasolars en termes de la seva física, la biologia teòrica i la geoquímica.
El descobriment d'exoplanetes en trànsit davant de la seva estrella mare ha donat lloc al naixement d'aquest nou camp emergent en la ciència. Fins al desembre de 2013 s'han utilitzat una varietat de tècniques per descobrir 1047 planetes fora del sistema solar.
En ser un nou camp, l'exoplanetologia se centra actualment en la detecció d'exoplanetes a través de les tècniques de "recerca de planetes" (Vegeu Mètodes de detecció d'exoplanetes). No obstant això, com que es descobreixen més i més planetes, el camp de l'exoplanetologia segueix creixent a un estudi més profund dels mons extrasolars, i abordarà en última instància, la possibilitat de vida en planetes més enllà del sistema solar.